# قورد الدرن كرد
قورد الدرن‌ كرد هي قرية في مقاطعة شوط‌، إيران. عدد سكان هذه القرية هو 265 في سنة 2006.